# Menhir de la Grande-Pierre

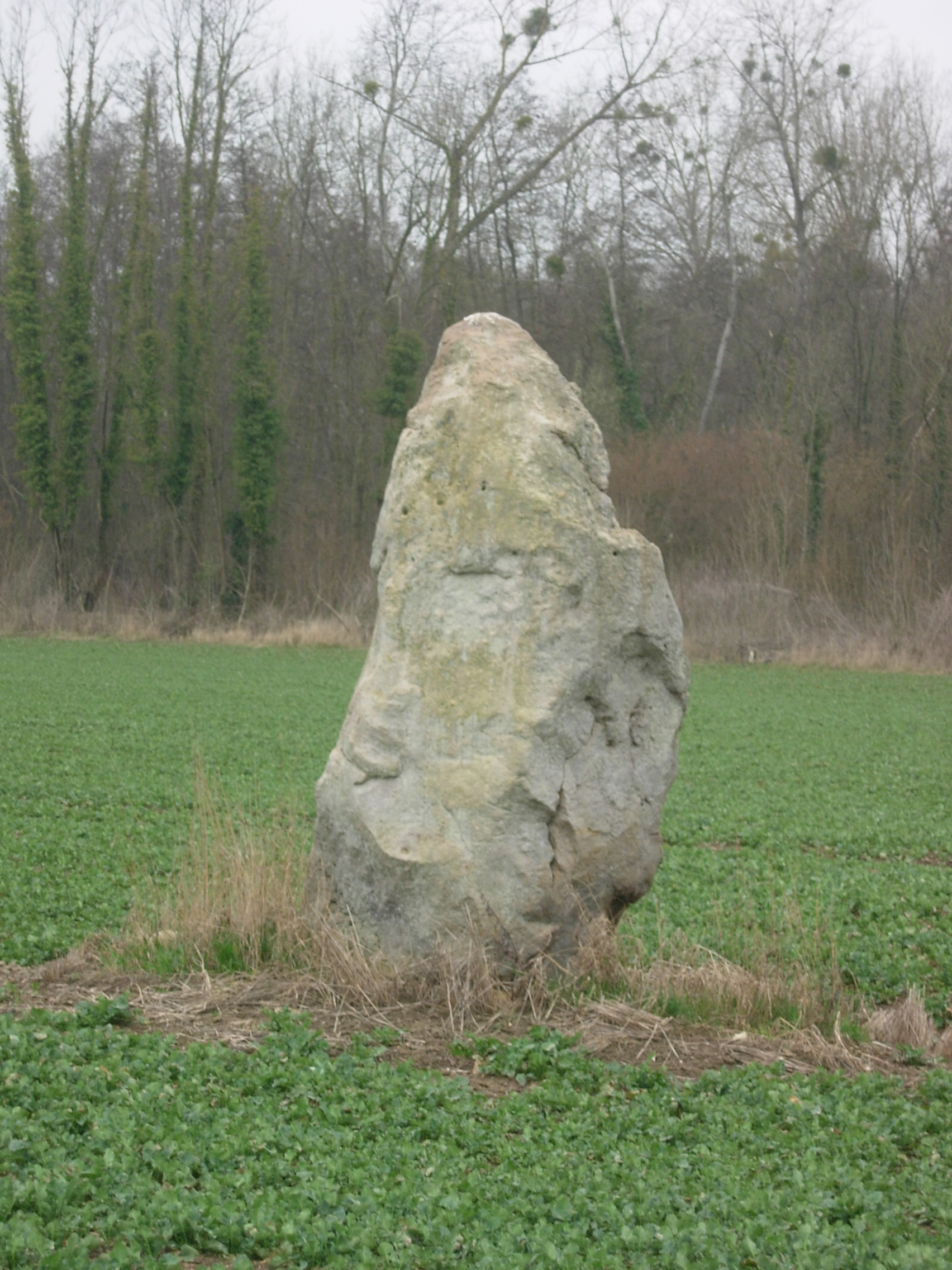
Menhir de la Grande-Pierre

Der Menhir de la Grande-Pierre steht auf einer Wiese nördlich von Saint-Aubin im Département Aube in Frankreich.
Der Menhir de la Grande-Pierre ist der größte und seit 1993 als einer von sieben im Département, die als Monument historique eingestuft wurden.
Der von den Trägern der Seine-Oise-Marne-Kultur (SOM-Kultur) aufgerichtete Menhir ist etwa 3,2 m hoch, 1,6 m breit und 0,7 m dick. Er steht etwa 75 m vom Fluss Ardusson entfernt.